# Манакін-короткокрил
Манакін-короткокрил (Manacus) — рід горобцеподібних птахів родини манакінових (Pipridae). Включає 4 види. Представники роду поширені в Центральній і Південній Америці.

## Назва
Родова назва Manacus є латинізацією голландської назви «manekken, manakin»: гарна маленька штучка, і назви, яка використовується в Суринамі для позначення птахів цієї родини.

## Опис
Дрібні птахи, завдовжки 10–11 см. Самці з подовженим білим, жовтим або золотистим пір'ям на шиї, що розгортається віялом під час демонстрації на токуванні.

## Види
- Манакін-короткокрил бразильський (Manacus candei)
- Манакін-короткокрил помаранчевий (Manacus aurantiacus)
- Манакін-короткокрил жовтий (Manacus vitellinus)
- Манакін-короткокрил білочеревий (Manacus manacus)